# Адмірал Ушаков (фільм)
«Адмірал Ушаков» (рос. Адмирал Ушаков) — радянський художній історико-біографічний фільм, присвячений життю і діяльності адмірала Федора Ушакова (1745—1817).
Перша частина кінодилогії, знятої в 1953 році режисером Михайлом Роммом з актором Іваном Переверзєвим в головній ролі. Фільм присвячений становленню російського флоту на Чорному морі. Продовження — фільм «Кораблі штурмують бастіони».

## Сюжет
Дія фільму розгортається за часів правління імператриці Катерини II.
1780 рік. Капітан імператорської яхти Федір Ушаков просить у головнокомандувача Потьомкіна направити його на споруджуваний Чорноморський флот. Для цього він готовий відмовитися від перспективи придворної кар'єри.
1783 рік. З невеликим загоном матросів й майстрів Ушаков прибуває в Херсон на корабельну верф. Цього часу на південних кордонах Росії лютує епідемія чуми, серед робітників зріє бунт. Тихон Прокоф'єв, на прізвисько Рване Вухо, кріпак-втікач з маєтку Ушакова і соратник Пугачова, за намовою англійської шпигуна Орфано підбурює народ йти на Дон. Ушаков з матросами зупиняє бунтівників, організовує гасіння верфей, підпалених тим же шпигуном. Особистим прикладом переконує головного місцевого лікаря Єрмолаєва залишитися, привертає на свій бік Тихона, вводить суворий карантинний режим і перемагає чуму. Син лікаря Єрмолаєва Віктор просить у Ушакова зарахувати його на корабель, однак той відмовляє — але тільки тому, що кораблів ще немає.
1784 рік. Одночасно з будівництвом флоту починається навчання екіпажів кораблів. Під час навчальних стрільб Ушакова відволікає прибулий кур'єр — капітан Сенявін. Між ним і Ушаковим відразу виникає неприязнь. Тим часом, Сенявін хотів повідомити, що на церемонію спуску кораблів на воду прибув сам Потьомкін. Голова новоствореного Чорноморського адміралтейського правління граф Мордовцев також доносить Потьомкіну про порушення, які допускаються Ушаковим — навчання офіцерів не за статутами, неортодоксальні тактичні ідеї… Не дивлячись на «неналежну» поведінку Ушакова, Потьомкін благоволить йому, тому що розглядів у ньому потенціал талановитого флотоводця.
Під час церемонії спуску на воду лінійного корабля «Святий Павло» Віктор Єрмолаєв, незважаючи на протести матері проривається на корабель. До Орфано тим часом прибуває зв'язковий. Шпигун знаходить Тихона і нагадує, що як і раніше може видати його.
1786 рік. Під час першого навчального плавання Ушаков теоретично опрацьовує свої ідеї в області тактики морських битв, при цьому дивуючи офіцерів тим, що ставить свої сили у програшні умови — керуючись принципом «хочеш перемоги — вважай, що противник втричі сильніше, вчетверо».
1787 рік. Катерина II здійснює подорож до Криму. Потьомкін опрацьовує сценарій заходів з цього приводу. Ушаков заявляє йому, що може похвалитися лише посиленою виучкою особового складу. Потьомкін, незважаючи на зовнішнє обурення, приймає рішення здивувати імператрицю і послів європейських держав не помпезністю, а міццю. Під час зустрічі імператриці, Потьомкін спочатку «скаржиться» на нестачу сил, дії турецьких піратів, які використовують англійське і французьке озброєння. Посли Англії та Франції ігнорують заяви. Однак потім Потьомкін демонструє присутнім ескадру чорноморського флоту на Севастопольському рейді. За сигналом Ушакова кораблі починають показові стрільби. Однак Ушаков, забувши про все, вигукує «Молодець Васильєв (старпом „Святого Павла“) — усім по чарці горілки!». Незважаючи на це, імператриця дає звання контр-адмірала командувачу ескадрою графу Войновичу, а Ушакова — підвищує в бригадира.
Лондон. Уряд Великої Британії стурбований появою російського флоту на Чорному морі. Прем'єр-міністр Вільям Пітт Молодший зайняв антиросійську позицію, по-своєму розуміючи заповіт свого батька про те, що у Британії не повинно бути конкурентів на морі. Вихід Пітт знаходить в оголошенні Росії війни — але не Британією, а Туреччиною. Турецький султан наказує ув'язнити посла Росії в Семивежний замок і оголосити Росії війну. У Криму зв'язковий повідомляє Орфано про початок війни. Одночасно з турецьким десантом має розпочатися підготовлене англійцями повстання кримських татар. Найбільш актуальне завдання Орфано — позбутися від Ушакова. Він вимагає від Тихона Прокоф'єва вбити Ушакова. Однак той нападає на шпигуна і б'є його, але опиняється змушеним ретируватися через появу матросів.
Орфано повідомляє графу Мордовцеву, що Ушаков переховує каторжанина-втікача. Мордовцев з'являється на балі, який дає Потьомкін — з метою доповісти про це. Потьомкін, тим часом, обговорює з Ушаковим його ідеї. Мордовцев збирається доповісти про Тихона, проте з'являється Сенявін та доповідає, що Туреччина оголосила Росії війну.
1788 рік. Утекла половина розгромленого під Очаковом турецького флоту і Севастопольська ескадра, що вперше вийшла на бій, зустрічаються біля острова Фідонісі. Турки мають явну перевагу в силах — 17 лінійних кораблів проти 2 російських. Однак, командувач авангардом (лінійний корабель «Святий Павло», фрегати «Берислав» і «Стріла») бригадир Ушаков впевнений, що зможе домогтися перемоги. Він переконує командувача ескадрою Войновича дозволити йому діяти на власний розсуд. Контр-адмірал дозволяє і відбуває на флагман. На прохання Сенявіна дозволити йому залишитися на кораблі, Ушаков відмовляє. Перед боєм Тихон зізнається Ушакову, що воював з Пугачовим і є каторжанином-втікачем, однак Ушаков закриває на це очі і наказує йому зайняти свій пост.
Авангард відривається від кордебаталії і починає маневр з метою охоплення голови турецької лінії. Турки відкривають вогонь, проте безладний і з неефективної дистанції. Ушаков забороняє стріляти у відповідь, поки кораблі не зійдуться на мінімальну відстань. Турецький капудан-паша наказує готуватися до абордажу, однак зійшовшись, російські кораблі відкривають по турецькому флагману нищівний вогонь. В результаті маневру фрегатів турецький флагман опиняється під вогнем з обох бортів. Войнович, тим часом, лише молиться за те, щоб «від турків без сорому піти». Сенявін повідомляє йому про зухвалий маневр Ушакова. Незважаючи на те, що Войнович схвалює маневр в силу досягнутого результату, сам він вважає за краще триматися лінійної тактики, відсилає Сенявіна і починає молитися за успіх Ушакова.
Сенявін прибуває в ставку з доповіддю для Потьомкіна, якого, однак, розбив напад нудьги. Користуючись цим, Мордовцев намагається підкласти йому донос на Ушакова — нібито той розпускає про Потьомкіна погані чутки. Потьомкін байдуже ставиться до «звинуваченнями» у зловживанні становищем, проте звинувачення у заздрості до слави графа Суворова приводить його до люті. Однак Сенявін знову мимоволі рятує Ушакова, доповідаючи Потьомкіну про успіх біля Фідонісі, від чого той «прощає» всі звинувачення, заявляючи, що йому потрібен флотоводець, а не ябедники і фіскали. Замість доносу, він змушує Мордовцева написати наказ про присвоєння Ушакову звання контр-адмірала і про призначення його командувачем Севастопольської ескадри. Войновича ж він призначає новим начальником Чорноморського адміралтейського правління, а Мордовцева відправляє в тривалу відпустку, нібито через хворобу.
Ушаков, приймаючи командування ескадрою, просить у Войновича дозволу застосувати ще одне своє нововведення — резерв. Войнович відмовляється, однак заявляє, що вірним рішенням буде звернутися до Потьомкіна. Ушаков за порадою Войновича заявляє Потьомкіну, що вигадав цю ідею, нібито дотримуючись його повчань. Потьомкін розуміє, що ідея належить саме Ушакову і питає, навіщо той так вчинив — адже творцем цієї ідеї проголосять Потьомкіна, а не його. Ушаков відповідає, що йому потрібна не слава, а можливість бити супротивника. Після відходу Ушакова Потьомкін вимовляє: «Розумничок».
1790 рік. У битві при Тендрі Ушаков розбиває турецький флот і захоплює корабель «Мелек-Бахрі». Британські офіцери, які знаходилися на турецьких кораблях як «спостерігачі», повідомляють в адміралтейство про тактику Ушакова. Молоді офіцери Едвард Фут і Гораціо Нельсон аналізують бій при Тендрі. Фут, як і більшість британських офіцерів, бачать в порушенні Ушаковим правил лише варварство і дикість, однак Нельсон розгадує у «варварстві» новаторську морську тактику. Однак адмірал, що втрутився, нагадує Нельсону, на випадок якщо той коли-небудь буде командувати ескадрою, про долю адмірала Бінга, розстріляного за порушення статутів адміралтейства (і, варто зауважити, за поразку від французів біля Менорки).
Турецький султан і його наближені обговорюють ситуацію. Турецький флот розбитий, незважаючи на клятви радників і обіцянки британців. Султан запитує своїх радників, чого чекати далі — не цього, коли «Ушак-паша» відкриє з Босфору вогонь по його палацу. Але адмірал Сеїд-Алі, що прибув з Алжира, обнадіює султана. З Середземного моря прибули нові кораблі — які швидше і могутніше російських. У бухті Каліакрії не видно води через безліч судів. Сеїд-Алі клянеться султану привезти Ушакова в клітці.
Незважаючи на впевненість своїх офіцерів, Ушаков серйозно готується до майбутнього бою.
1791 рік. Під час бою біля Каліакрії, пройшовши під вогнем берегових батарей, ескадра в похідному ордері трьох колон обрушується на турецький флот. В ході бою флагман Ушакова зближується з флагманом Сеїд-Алі. Ушаков помічає турецького адмірала і, знаючи про клятву, кричить йому: «Ей, Сеїд-Алі, неробо! Я відучу тебе, сучий сину, давати обіцянки султану!». Бій триває до глибокої ночі і закінчується розгромом турецького флоту. Незабаром закінчується і війна.
1792 рік. Після смерті Потьомкіна Мордовцев знову стає головою Чорноморського адміралтейського правління Граф сповнений рішучості навести на флоті свої порядки: «У офіцера є голос. У боцмана дудка. А матрос — тільки предмет для виконання команд». Але Ушаков, не вступаючи в суперечку, у нього на очах обіймає свого матроса Ховріна і віддаляється займатися мирною справою — добудовувати Севастопольський порт. Населення Севастополя вітає його як героя.

## У ролях
- Іван Переверзєв —  Федір Ушаков
- Борис Ліванов —  ясновельможний князь Григорій Потьомкін
- Микола Свободін —  Мордовцев  (мається на увазі Микола Мордвинов)
- Микола Чистяков —  Марко Войнович
- Геннадій Юдін —  Дмитро Сенявін
- Володимир Дружников —  Володимир Васильєв
- Олексій Алексєєв —  Метакса
- Сергій Бондарчук —  Тихон Прокоф'єв
- Михайло Пуговкін —  Пирожков
- Микола Хрящиков —  Ховрін
- Георгій Юматов —  Віктор Єрмолаєв
- Павло Волков —  лікар Єрмолаєв
- Ольга Жизнєва —  Катерина II
- Вадим Васильєв —  султан Туреччини  (Абдул-Хамід I/Селім III)
- Микола Волков —  Вільям Пітт-молодший / Вільям Пітт-старший
- Іван Соловйов —  Гораціо Нельсон
- Володимир Етуш —  Сеїд-Алі  (дебютна кінороль)
- Павло Шпрингфельд —  Орфано
- Григорій Шпігель —  Томас Грей
- Вахтанг Туманов —  Фут
- Лев Фенін —  Роберт Енслі, англійський посол в Туреччині
- В'ячеслав Гостинський —  Олександр Ланськой
- Петро Рєпнін —  придворний
- Георгій Георгіу —  турецький посол в Росії
- Петро Соболевський —  Фіцгерберт, англійський посол в Росії
- Ян Янакієв —  Сегюр, французький посол в Росії
- Віктор Кулаков —  Коровін, ад'ютант Войновича
- Олена Максимова —  Мотря Єрмолаєва, дружина лікаря
- Віктор Авдюшко —  солдат
- Юрій Леонідов —  матрос  (немає в титрах)
- Петро Любешкін —  Лєпьохін
- Георгій Шаповалов —  офіцер, керуючий навчаннями
- Володимир Балашов —  Григорій Беллі (Генрі Бейллі)
- Еммануїл Геллер —  турецький капудан-паша (адмірал) Джезаїрлі Газі Хасан-паша
- Микола Кутузов —  генерал
- Андрій Файт — епізод
- Галина Фролова —  Марія Спиридонівна
- Гліб Романов — епізод
- Володимир Осенєв —  городянин
- Готліб Ронінсон —  турок
- Василь Болтигаєв —  майстер
- Сергій Солоницький —  фон Діц, пруський посол в Туреччині
- Петро Горячих —  Герхард фон Хайденштам, шведський посол в Туреччині
- Леонід Хмара — закадровий текст

## Знімальна група
- Режисер: Михайло Ромм
- Автор сценарію: Олександр Штейн, Анатолій Виноградов
- Композитор: Арам Хачатурян
- Текст пісень: Олексій Сурков
- Оператори: Борис Арецький, 
 Борис Горбачов, 
 Іоланда Чен, 
 Олександр Шеленков
- Художники: Арнольд Вайсфельд, 
 Олексій Пархоменко, 
 Леван Шенгелія
- Звукорежисер: Сергій Минервін
- Художник по костюмах: К. Єфімов
- Художник по гриму: А. Єрмолов
- Другий режисер: В. Вікторов
- Комбіновані зйомки:
  - оператори: Борис Арецький, 
 Борис Горбачов
  - художник: М. Семенов
  - ескізи кораблів: Д. Суллержицький
- Консультації: Іван Ісаков
- Директор фільму: П. Данильянц